# Sudtirolesi
I sudtirolesi sono la popolazione mista di germanofoni (dialetto sudtirolese), ladini e italofoni che abitano la provincia autonoma di Bolzano. Secondo il censimento del 2011, vivono in Alto Adige circa 314.000 persone di madrelingua tedesca su 505.000 abitanti, pari a circa i 2/3 del totale. La lingua tedesca è maggioritaria in 102 comuni su 116 ed è lingua ufficiale della provincia insieme all'italiano e al ladino.

## Storia
La zona, in passato appartenente a lungo all'Impero austro-ungarico, fu colonizzata sin dall'alto medioevo da popolazioni germaniche (in primis i Baiuvari); venne quindi annessa all'Italia dopo la prima guerra mondiale, da cui il regno multietnico degli Asburgo uscì sconfitto, disgregandosi nel 1920.
Fino al 1918, anche la popolazione germanofona di Trento era significativa (circa il 3%).

## Tutela
La tutela dei sudtirolesi in Alto Adige è regolata dall'accordo De Gasperi-Gruber e dai successivi accordi bilaterali Italia-Austria.